# القرية (الحديدة)

تعديل مصدري - تعديل

القرية هي إحدى قرى مديرية زبيد، التابعة لمحافظة الحديدة اليمنية، بلغ تعداد سكانها 4183 نسمة حسب الإحصاء الذي جرى عام 2004.